# (8658) 1990 RG3
A (8658) 1990 RG3 a Naprendszer kisbolygóövében található aszteroida. Henry Holt fedezte fel 1990. szeptember 14-én.